# 萬尼瓦爾·布希獎
萬尼瓦爾·布什獎（英語：Vannevar Bush Award）是美國國家科學委員會在1980年，紀念萬尼瓦爾·布什博士的公共服務的獨特貢獻，該獎項旨在表彰個人，通過公益活動在科學和技術，向人類和國家的福利做出了傑出貢獻。